# Rogaška Slatina
Rogaška Slatina (in tedesco Rohitsch-Sauerbrunn) è un comune della Slovenia orientale. 
Dal 1994 è la sede del comune che accomuna le comunità locali di Rogaška Slatina, Kostrivnica e Sveti Florijan. 
Il comune ha più di 11 500 abitanti, di cui quasi la metà (5.500) vivono nella città di Rogaška Slatina. Si estende su tre vallate, lungo i torrenti Ratanski e Irski potok, che si versano nel fiume Ložnica. È circondato dai monti Boč (980 m), Plešivec (832 m), Donačka gora (883 m) e da altre montagne.
Importanti punti turistici sono pure le alture nei dintorni del complesso termale e di cura naturale - Bellevue, Cvetlični (dei fiori) e Tavčarjev hrib, Janina, Rodne nonché Tržaški hrib. I numerosi boschi contribuiscono ad un clima caldo e umido. 
Il comune gode quindi di un piacevole clima subpannonico con inverni miti.
Sui colli, a 500 metri sul livello del mare, prosperano diverse varietà di viti.
Sede termale sin dall'inizio del XIX secolo è da duecento anni una famosa località turistica dove benessere, relax e bellezza si uniscono alla gastronomia, allo sport e alle sue uniche acque per dare vita a una ospitalità calda e raffinata.
La storia di Rogaska è da sempre legata alla sua unica acqua.

La strada romana, che passando vicino a Lemberg e Rogatec, conduceva da Celeie a Petovium, dimostra che l'area di Rogaška Slatina era conosciuta già dai Celti e dai Romani.

La prima testimonianza scritta sull'acqua di Rogaska risale al 1572, ma il centro era già ben noto e pellegrini arrivavano da lontano per fruire del magico potere benefico dell'acqua.

Il conte Peter Zrinjski, uno dei feudatari più potenti dell'epoca in Europa, nel 1665 curò il suo fegato malato bevendo l'acqua di Rogaska. Da quel momento la fama di Rogaska e della sua acqua crebbe fino a conquistare la corte degli Asburgo, che ne fecero meta, per tutto l'800, di vacanze e cure. Da quel momento Rogaska fu centro di una intensa vita sociale animata da nobili e artisti di spicco quali il celebre compositore ungherese Franz Liszt.
Agli inizi del XX secolo fu trovata un'acqua più mineralizzata, cui diedero il nome di Donat Mg, per la più alta quantità di magnesio per litro al mondo (1040 mg/l).

Grazie al contenuto di magnesio ed altri minerali, l'acqua Donat Mg è unica nel suo genere per i poteri curativi e di prevenzione del diabete e delle malattie metaboliche, utile per le malattie dell'apparato gastrointestinale, per la riabilitazione post interventi ma anche per dimagrire e combattere lo stress.
| %      | Ripartizione linguistica (gruppi principali) |
| ------ | -------------------------------------------- |
| 6,81%  | madrelingua croata                           |
| 87,88% | madrelingua slovena                          |